# Ni Por Favor Ni Ostias
Ni Por Favor Ni Ostias (NPFNO) es una banda de punk nacida en Burriana (Castellón). Desde septiembre de 2020 vuelve a estar en activo.

## Historia
Ni Por Favor Ni Ostias (también abreviado NPFNO) se formó en Burriana, (provincia de Castellón) en el año 1992 con Jorge a la voz y a la guitarra; Josep al bajo y David a la batería. En noviembre de 1995 grabaron su primera maqueta en formato casete, titulada "Marijuana". Con este primer trabajo, empezaron las actuaciones en directo por toda España.
Unos meses después, Cuco pasaría a formar parte del grupo haciéndose cargo de la percusión, y dando un toque característico a las canciones de la banda.
Tres años después del lanzamiento de la maqueta, la banda graba en 1998 su segundo trabajo de la mano de Discos Suicidas: "Ni pa kaldo..." en formato CD/casete, y compuesto por 14 canciones. Este disco tuvo muy buena aceptación por parte del público.
A finales del año 2001 sacan, también con la discográfica Discos Suicidas, su tercer trabajo: "El demonio ke llevamos dentro". Este disco posee un carácter más agresivo y fuerte que el anterior. El número total de canciones de este disco son 17 (incluye una inédita del año 1998 como bonus track). El álbum fue la consagración del grupo en el panorama punk rock nacional. Poco después, el grupo entra en una pausa indefinida.
Después de cuatro años de descanso, el grupo anuncia la vuelta a los escenarios a mediados de 2006 y graba en octubre de ese año su cuarto trabajo: El disco en directo titulado "Direkto a la parrilla". Dicho álbum fue grabado en vivo en la sala de rock Salatal, ubicada en Villarreal, Castellón. Muchas canciones del disco en  directo pertenecen a los dos CDs anteriores; y alguna a la maqueta debut. También interpretan la canción "Ellos dicen mierda", tema que la banda versionó en tributo a La Polla Records. Para  la grabación del CD, entra en la banda el bajista Nano, en sustitución de Josep. Por aquel entonces, Nano formaba parte de El Último Ke Zierre, en donde tocaba la batería.
Cabe destacar que tras la publicación de este disco, Cuco (percusión) abandonaría temporalmente la banda.
Dos años después de la grabación del disco en directo, Ni Por Favor Ni Ostias regresa a los estudios en 2008 para grabar "13", un álbum mucho más maduro y trabajado que los anteriores, pero sin olvidar la crítica social que les ha caracterizado siempre. El  disco fue publicado en mayo de 2008 a través del sello Santo Grial Records.
En el verano de 2010, dos años más tarde, NPFNO lanza su sexto trabajo, "Bastardos unidos", haciendo una clara referencia y a la vez una crítica a los Estados Unidos. En este disco, el grupo mezcla en algunas canciones estilos como el ska o el reggae con el punk rock característico de la banda. 
Poco después de la publicación del álbum, Cuco (percusión) regresa al grupo de nuevo. Los discos "13" y "Bastardos unidos" han sido grabados sin la presencia de este. Tras una serie de conciertos, la banda cesa su actividad indefinidamente en septiembre de 2011.
En septiembre de 2020 la banda anuncia su regreso tras 9 años de parón, esta vez con Juanlu al bajo en sustitución de Nano. En junio de 2022 se anuncia que Juanlu deja de formar parte de la banda, lo que marca la vuelta del bajista Nano al grupo. Seguidamente comienzan a grabar un nuevo disco, que fue publicado finalmente el 27 de enero de 2023 con el nombre de Tranquilos!!.

## Discografía
- Marijuana (Maqueta) - 1995. Inspector Kalleja Records.
- Ni pa kaldo... - 1998. Discos Suicidas.
- El demonio ke llevamos dentro - 2001. Discos Suicidas.
- Direkto a la parrilla - 2006. GOR Discos.
- 13 - 2008. Santo Grial Records.
- Bastardos unidos - 2010. Producciones Salatal.
- Tranquilos!!! - 2023. Producciones Salatal

## Enlaces
- Web oficial del grupo
- Reseña del nuevo disco de Ni Por Favor Ni Ostias publicada en Insonoro.com
- Facebook oficial